# Domino Harvey
Domino Harvey (ur. 7 sierpnia 1969 w Londynie, zm. 27 czerwca 2005 w Los Angeles) – brytyjska modelka, łowczyni nagród. W 2005 powstał poświęcony jej film biograficzny pt. Domino. W tytułową rolę wcieliła się Keira Knightley.

## Życiorys
Domino Harvey była córką aktora Laurence’a Harveya oraz modelki Paulene Stone. Dorastała w londyńskiej dzielnicy Belgravia, trenowała sztuki walki, zmieniała szkoły. Ostatecznie porzuciła szkołę jako nastolatka i zaczęła karierę modelki, pracowała też jako DJ w klubach Londynu. Kierowała jednym z nich. Studiowała inżynierię dźwięku. W wieku lat 19, po podróży do Izraela, przeniosła się do USA, gdzie wcześniej zamieszkała jej matka, która wyszła ponownie za mąż po śmierci Laurence’a w 1973 roku.
Po osiedleniu się w Los Angeles, Domino pracowała jako DJ w kolejnych klubach, pracowała też w ochotniczej straży pożarnej w kalifornijskiej miejscowości Boulevard. W tym czasie uzyskała pozwolenie na broń. W 1993 po nieudanej próbie podjęcia pracy w zawodowej straży pożarnej w Los Angeles, wzięła udział w szkoleniu łowców nagród.

### Łowczyni nagród
Po ukończeniu kursu łowców nagród rozpoczęła współpracę ze swoim trenerem, Edem Martinezem w prowadzonej przez Celesa Kinga III agencji łowców, będąc jedną z nielicznych kobiet uprawiających ten zawód. Początkowo poszukiwała dilerów narkotyków i złodziei, tropiła też osoby podejrzewane o popełnienie morderstw. Martinez przyznał po jej śmierci, że była jedną ze skuteczniejszych znanych mu osób wykonujących ten zawód. Kolekcjonowała białą broń, w mieszkaniu trzymała też karabinek AK. W połowie lat 90. jej roczne zarobki wynosiły 30 000–40 000 dolarów, jednak przyznawała, że zawód jest jej pasją i wykonuje go mimo tego, że nie jest wysoko opłacany. Działała na terenie południowej Kalifornii, jednak zdarzyło jej się wyjechać do Atlanty w  czasie ścigania zbiega figurującego na liście 10 najbardziej poszukiwanych przez FBI.
Po opublikowaniu przez brytyjski Daily Mail artykułu o jej pracy, zainteresował się nią reżyser filmowy Tony Scott. Wkrótce zaprzyjaźnili się i regularnie się odwiedzali, Scott obserwował ją w czasie wykonywania pracy. Przyjaźń trwała do śmierci Domino.

### Uzależnienie i śmierć
Harvey czterokrotnie podejmowała kuracje odwykowe. Scott twierdził, że łowcy głów używali narkotyków znajdowanych przy przestępcach w czasie ich zatrzymania. W 1997 Domino wyjechała na dwuletnią kurację na Hawaje. W 2001, po powrocie do Kalifornii, próbowała bezskutecznie podjąć pracę u poprzedniego pracodawcy.
W 2003 została aresztowana pod zarzutem posiadania krystalicznej metamfetaminy, znalezionej przez policję badającą sprawę włamania do jej mieszkania. Podjęła kurację odwykową i została zwolniona. W maju 2005 ponownie została zatrzymana przez policję federalną. Zarzucono jej handel metamfetaminą, do czego się nie przyznała. Po trzech tygodniach w areszcie wniosła kaucję w wysokości miliona dolarów i pozostawała w areszcie domowym pod dozorem elektronicznym w swoim domu w zachodnim Hollywood. Konsekwentnie utrzymywała, że jest niewinna, a zarzuty były spreparowane. W czasie aresztu domowego mieszkała z osobą wynajętą w celu uniemożliwienia jej kontaktu z substancjami uzależniającymi. W nocy 27 czerwca 2005 osoba ta znalazła ją nieprzytomną w wannie. Pomoc lekarska udzielona w szpitalu okazała się nieskuteczna. Koroner określił, że zgon nastąpił wskutek przedawkowania  środka przeciwbólowego o nazwie Fentanyl.

## Film
Oparty na życiu Harvey film biograficzny miał premierę już po jej śmierci, w październiku 2005 roku. Tony Scott pracował nad filmem wraz z Domino przez prawie 12 lat.